# John Russell, 27. Baron de Clifford
John Edward Southwell Russell, 27. Baron de Clifford (* 8. Juni 1928; † 2. November 2018) war ein britischer Adliger und Politiker.

## Leben
John Russell war der älteste Sohn des Edward Russell, 26. Baron de Clifford (1907–1982) aus dessen erster Ehe mit Dorothee Meyrick. Er wurde am Eton College erzogen und studierte anschließend am Royal Agricultural College in Cirencester. Beim Tod seines Vaters im Jahr 1982 erbte er dessen Ländereien in Devon, die er fortan bewirtschaftete, und dessen 1299 geschaffenen Adelstitel als 27. Baron de Clifford, einschließlich des damals damit verbundenen Sitzes im House of Lords. Diesen Sitz verlor er im November 1999 beim Inkrafttreten des House of Lords Act 1999, da er nicht zu den gewählten 90 Erbpeers gehörte, die im House of Lords verbleiben konnten.
Seit 1959 war er mit Bridget Jennifer Robertson (* 1935) verheiratet. Da das Paar keine Kinder hatte, erbte bei seinem Tod im November 2018 sein Neffe Miles Edward Southwell Russell (* 1966) seinen Adelstitel als 28. Baron.